# Liste der Bodendenkmale in Albersdorf (Holstein)
In der Liste der Bodendenkmale in Albersdorf sind die Bodendenkmale der Gemeinde Albersdorf nach dem Stand der Bodendenkmalliste des Archäologischen Landesamts Schleswig-Holstein von 2016 aufgelistet und um die Einträge aus Dibbern (2016) ergänzt. Die Baudenkmale sind in der Liste der Kulturdenkmale in Albersdorf (Holstein) aufgeführt.
| Denkmal-ID           | Befundart               | Bezeichnung                      | Zeitstellung                 | Lage | Bemerkungen | Bild |
| -------------------- | ----------------------- | -------------------------------- | ---------------------------- | ---- | --- | ---- |
| aKD-ALSH-Nr. 000 018 | Grabmal > Großsteingrab | Steinkammer                      | Neolithikum                  |      | Ehemalige Nummer in der Landesaufnahme: LA 4                                                                                              |      |
| aKD-ALSH-Nr. 000 019 | Grabmal > Großsteingrab | Steinkammer „Brutkamp“           | Neolithikum                  |      | Ehemalige Nummer in der Landesaufnahme: LA 5                                                                                              |      |
| aKD-ALSH-Nr. 000 020 | Grabmal > Grabhügel     | Grabhügel „Eichberg“             | Vor- und/oder Frühgeschichte |      | Ehemalige Nummer in der Landesaufnahme: LA 6                                                                                              |      |
| aKD-ALSH-Nr. 000 021 | Grabmal > Grabhügel     | Grabhügel „Dreebargen“           | Vor- und/oder Frühgeschichte |      | Ehemalige Nummer in der Landesaufnahme: LA 7                                                                                              |      |
| aKD-ALSH-Nr. 000 022 | Grabmal > Grabhügel     | Grabhügel „Dreebargen“           | Vor- und/oder Frühgeschichte |      | Ehemalige Nummer in der Landesaufnahme: LA 8                                                                                              |      |
| aKD-ALSH-Nr. 000 023 | Grabmal > Grabhügel     | Grabhügel „Dreebargen“           | Vor- und/oder Frühgeschichte |      | Ehemalige Nummer in der Landesaufnahme: LA 9                                                                                              |      |
| aKD-ALSH-Nr. 000 024 | Grabmal > Grabhügel     | Grabhügel „Dreebargen“           | Vor- und/oder Frühgeschichte |      | Ehemalige Nummer in der Landesaufnahme: LA 10                                                                                             |      |
| aKD-ALSH-Nr. 000 025 | Grabmal > Grabhügel     | Grabhügel „Dreebargen“           | Vor- und/oder Frühgeschichte |      | Ehemalige Nummer in der Landesaufnahme: LA 11 (1)                                                                                         |      |
| aKD-ALSH-Nr. 000 026 | Grabmal > Grabhügel     | Grabhügel „Dreebargen“           | Vor- und/oder Frühgeschichte |      | Ehemalige Nummer in der Landesaufnahme: LA 11 (2)                                                                                         |      |
| aKD-ALSH-Nr. 000 027 | Grabmal > Grabhügel     | Grabhügel                        | Vor- und/oder Frühgeschichte |      | Ehemalige Nummer in der Landesaufnahme: LA 35                                                                                             |      |
| aKD-ALSH-Nr. 000 028 | Grabmal > Grabhügel     | Grabhügel                        | Vor- und/oder Frühgeschichte |      | Ehemalige Nummer in der Landesaufnahme: LA 2                                                                                              |      |
| aKD-ALSH-Nr. 000 029 | Grabmal > Grabhügel     | Grabhügel                        | Vor- und/oder Frühgeschichte |      | Ehemalige Nummer in der Landesaufnahme: LA 1                                                                                              |      |
| aKD-ALSH-Nr. 000 030 | Grabmal > Grabhügel     | Grabhügel                        | Vor- und/oder Frühgeschichte |      | Ehemalige Nummer in der Landesaufnahme: LA 3                                                                                              |      |
| aKD-ALSH-Nr. 000 031 | Grabmal > Grabhügel     | Grabhügel                        | Vor- und/oder Frühgeschichte |      | Ehemalige Nummer in der Landesaufnahme: LA 22                                                                                             |      |
| aKD-ALSH-Nr. 000 032 | Grabmal > Grabhügel     | Grabhügel                        | Vor- und/oder Frühgeschichte |      | Ehemalige Nummer in der Landesaufnahme: LA 20                                                                                             |      |
| aKD-ALSH-Nr. 000 033 | Grabmal > Grabhügel     | Grabhügel                        | Vor- und/oder Frühgeschichte |      | Ehemalige Nummer in der Landesaufnahme: LA 21                                                                                             |      |
| aKD-ALSH-Nr. 000 034 | Grabmal > Grabhügel     | Grabhügel                        | Vor- und/oder Frühgeschichte |      | Ehemalige Nummer in der Landesaufnahme: LA 18                                                                                             |      |
| aKD-ALSH-Nr. 000 035 | Grabmal > Grabhügel     | Grabhügel                        | Vor- und/oder Frühgeschichte |      | Ehemalige Nummer in der Landesaufnahme: LA 19                                                                                             |      |
| aKD-ALSH-Nr. 000 036 | Grabmal > Grabhügel     | Grabhügel                        | Vor- und/oder Frühgeschichte |      | Ehemalige Nummer in der Landesaufnahme: LA 23                                                                                             |      |
| aKD-ALSH-Nr. 000 037 | Grabmal > Grabhügel     | Grabhügel „Mennige fulle Bargen“ | Vor- und/oder Frühgeschichte |      | Ehemalige Nummer in der Landesaufnahme: LA 24                                                                                             |      |
| aKD-ALSH-Nr. 000 038 | Grabmal > Grabhügel     | Grabhügel „Mennige fulle Bargen“ | Vor- und/oder Frühgeschichte |      | Ehemalige Nummer in der Landesaufnahme: LA 25                                                                                             |      |
| aKD-ALSH-Nr. 000 039 | Grabmal > Grabhügel     | Grabhügel „Mennige fulle Bargen“ | Vor- und/oder Frühgeschichte |      | Ehemalige Nummer in der Landesaufnahme: LA 26                                                                                             |      |
| aKD-ALSH-Nr. 000 040 | Grabmal > Grabhügel     | Grabhügel „Mennige fulle Bargen“ | Vor- und/oder Frühgeschichte |      | Ehemalige Nummer in der Landesaufnahme: LA 27                                                                                             |      |
| aKD-ALSH-Nr. 000 041 | Grabmal > Grabhügel     | Grabhügel „Mennige fulle Bargen“ | Vor- und/oder Frühgeschichte |      | Ehemalige Nummer in der Landesaufnahme: LA 28                                                                                             |      |
| aKD-ALSH-Nr. 000 042 | Grabmal > Grabhügel     | Grabhügel „Mennige fulle Bargen“ | Vor- und/oder Frühgeschichte |      | Ehemalige Nummer in der Landesaufnahme: LA 29                                                                                             |      |
| aKD-ALSH-Nr. 000 043 | Grabmal > Grabhügel     | Grabhügel „Mennige fulle Bargen“ | Vor- und/oder Frühgeschichte |      | Ehemalige Nummer in der Landesaufnahme: LA 30                                                                                             |      |
| aKD-ALSH-Nr. 000 044 | Grabmal > Grabhügel     | Grabhügel „Mennige fulle Bargen“ | Vor- und/oder Frühgeschichte |      | Ehemalige Nummer in der Landesaufnahme: LA 31                                                                                             |      |
| aKD-ALSH-Nr. 000 045 | Grabmal > Grabhügel     | Grabhügel „Mennige fulle Bargen“ | Vor- und/oder Frühgeschichte |      | Ehemalige Nummer in der Landesaufnahme: LA 32                                                                                             |      |
| aKD-ALSH-Nr. 000 046 | Grabmal > Grabhügel     | Grabhügel „Mennige fulle Bargen“ | Vor- und/oder Frühgeschichte |      | Ehemalige Nummer in der Landesaufnahme: LA 33                                                                                             |      |
| aKD-ALSH-Nr. 000 047 | Grabmal > Grabhügel     | Grabhügel „Mennige fulle Bargen“ | Vor- und/oder Frühgeschichte |      | Ehemalige Nummer in der Landesaufnahme: LA 34                                                                                             |      |
| aKD-ALSH-Nr. 000 048 | Grabmal > Langbett      | Langbett/Steinreihe              | Neolithikum                  |      | Ehemalige Nummer in der Landesaufnahme: LA 12                                                                                             |      |
| aKD-ALSH-Nr. 000 049 | Grabmal > Langbett      | Langbett/Steinreihe              | Neolithikum                  |      | Ehemalige Nummer in der Landesaufnahme: LA 16                                                                                             |      |
| aKD-ALSH-Nr. 000 050 | Grabmal > Langbett      | Langbett/Steinreihe              | Neolithikum                  |      | Ehemalige Nummer in der Landesaufnahme: LA 15                                                                                             |      |
| aKD-ALSH-Nr. 000 051 | Grabmal > Grabhügel     | Grabhügel                        | Vor- und/oder Frühgeschichte |      | Ehemalige Nummer in der Landesaufnahme: LA 13                                                                                             |      |
| aKD-ALSH-Nr. 000 052 | Grabmal > Grabhügel     | Grabhügel                        | Vor- und/oder Frühgeschichte |      | Ehemalige Nummer in der Landesaufnahme: LA 39                                                                                             |      |
| aKD-ALSH-Nr. 000 053 | Grabmal > Langbett      | Langbett/Steinreihe              | Neolithikum                  |      | Ehemalige Nummer in der Landesaufnahme: LA 14                                                                                             |      |
| aKD-ALSH-Nr. 000 054 | Grabmal > Grabhügel     | Grabhügel                        | Vor- und/oder Frühgeschichte |      | Ehemalige Nummer in der Landesaufnahme: LA 37                                                                                             |      |
| aKD-ALSH-Nr. 000 055 | Grabmal > Grabhügel     | Grabhügel                        | Vor- und/oder Frühgeschichte |      | Ehemalige Nummer in der Landesaufnahme: LA 17                                                                                             |      |
| aKD-ALSH-Nr. 000 056 | Grabmal > Grabhügel     | Grabhügel                        | Vor- und/oder Frühgeschichte |      | Ehemalige Nummer in der Landesaufnahme: LA 38                                                                                             |      |
| aKD-ALSH-Nr. 000 057 | Grabmal > Grabhügel     | Grabhügel                        | Vor- und/oder Frühgeschichte |      | Ehemalige Nummer in der Landesaufnahme: LA 39                                                                                             |      |
|                      | Grabmal > Langbett      | Langbett                         | Neolithikum                  |      | Langhügel mit Steineinfassung, megalithische Kammer im Zentrum. Kammertyp: Polygonaldolmen. Ehemalige Nummer in der Landesaufnahme: LA 51 |      |
|                      | Grabmal > Langbett      | Langbett                         | Neolithikum                  |      | Langhügel mit Steineinfassung, megalithische kammer, stark zerstört. Ehemalige Nummer in der Landesaufnahme: LA 52                        |      |
|                      | Grabmal > Langbett      | Langbett                         | Neolithikum                  |      | Langhügel mit Steineinfassung, stark zerstört. Ehemalige Nummer in der Landesaufnahme: LA 53                                              |      |
|                      | Grabmal > Großsteingrab | Großsteingrab in Rundhügel       | Neolithikum                  |      | Stark zerstört. Ehemalige Nummer in der Landesaufnahme: LA 55                                                                             |      |
|                      | Grabmal > Langbett      | Langbett Albersdorf LA 56        | Neolithikum                  |      | Langhügel mit Steineinfassung, mindestens eine Steinkammer, Kammertyp: Polygonaldolmen? Ehemalige Nummer in der Landesaufnahme: LA 56     |      |
|                      | Grabmal > Großsteingrab | Großsteingrab                    | Neolithikum                  |      | Stark zerstört. Ehemalige Nummer in der Landesaufnahme: LA 57                                                                             |      |
|                      | Grabmal > Großsteingrab | Großsteingrab in Rundhügel       | Neolithikum                  |      | Stark zerstört. Ehemalige Nummer in der Landesaufnahme: LA 67                                                                             |      |
|                      | Grabmal > Langbett      | Langbett                         | Neolithikum                  |      | Stark zerstörter Langhügel, flache Erdwallreste erhalten. Ehemalige Nummer in der Landesaufnahme: LA 70                                   |      |
|                      | Grabmal > Großsteingrab | Großsteingrab in Rundhügel       | Neolithikum                  |      | Stark zerstört. Ehemalige Nummer in der Landesaufnahme: LA 71                                                                             |      |
|                      | Grabmal > Großsteingrab | Großsteingrab                    | Neolithikum                  |      | Stark zerstört, Steinkranz teilweise erhalten. Ehemalige Nummer in der Landesaufnahme: LA 76                                              |      |
|                      | Grabmal > Langbett      | Langbett                         | Neolithikum                  |      | Stark zerstört. Ehemalige Nummer in der Landesaufnahme: LA 128                                                                            |      |